# قره‌بلاغ (گوی‌گول)
قره‌بلاغ (ترکی آذربایجانی: Qarabulaq؛ تا ۲۹ دسامبر ۱۹۹۲، مارتوناشن (ارمنی: Մարտունաշեն)؛ (روسی: Мартунаше́н) یک منطقهٔ مسکونی در جمهوری آذربایجان است که در شهرستان گوی‌گول واقع شده‌است. قره‌بلاغ هم‌اکنون ۲۵۲ نفر جمعیت دارد. این در شهرستان گوی‌گول و در میانه راه جدیداً آسفالت‌شده گتاشن (چای‌کند) و ساری‌سو واقع شده‌است.

## تاریخچه
پیش از جنگ قره‌باغ این ناحیه مارتوناشن نام داشت و بیشتر مردم آن ارمنی بودند. جمعیت ارمنی آن با زور و اجبار نیروهای ویژه ارتش شوروی در طی عملیات حلقه در سال ۱۹۹۱ میلادی که به‌عنوان یکی از خونین‌ترین و وحشیانه‌ترین عملیات‌های جنگ قره‌باغ به‌شمار می‌رود از این ناحیه اخراج و تبعید شدند.
ارمنی‌ها با کمک سیمون آچیک گیوزیان یکی از فرماندهان یگان فدایی ارمنی موفق به نجات خود شدند. آچیک گیوزیان در ۳۰ آوریل ۱۹۹۱ در حالی که او و سربازانش مقابل تانک‌های مهاجم دفاع می‌کردند کشته شد، اما مردم توانستد از طریق جنگل خود را نجات بدهند. جمعیت ارمنی روستا به اجبار تبعید شدند. تقریباً همه مردم روستا ارمنی بودند. اکنون آنها در سایر بخش‌های جمهوری آرتساخ زندگی می‌کنند.